# Talsperre Alto Lindoso
Die Talsperre Alto-Lindoso (portugiesisch Barragem do Alto-Lindoso) liegt in der Region Nord Portugals im Distrikt Viana do Castelo nahe der Ortschaft Lindoso. Sie staut den Fluss Lima zu einem Stausee (port. Albufeira da Barragem do Alto-Lindoso) auf. Die Grenze zu Spanien läuft zunächst entlang des Lima und dann durch den Stausee.
Mit dem Projekt zur Errichtung der Talsperre wurde im Jahre 1983 begonnen. Der Bau wurde 1992 fertiggestellt. Die Talsperre dient sowohl der Stromerzeugung als auch der Bewässerung der umliegenden Felder. Die Talsperre ist im Besitz der Companhia Portuguesa de Produção de Electricidade (CPPE) und wird von Energias de Portugal (EDP) betrieben.

## Absperrbauwerk
Das Absperrbauwerk ist eine doppelt gekrümmte Bogenstaumauer aus Beton mit einer Höhe von 110 m über der Gründungssohle. Die Mauerkrone liegt auf einer Höhe von 339 m über dem Meeresspiegel. Die Länge der Mauerkrone beträgt 297 (bzw. 298) m und das Volumen des Bauwerks 308.500 (bzw. 309.000) m³. Die Dicke der Staumauer beträgt an der Sohle 21 m und an der Krone 4 m.
Die Staumauer verfügt sowohl über einen Grundablass als auch über zwei Hochwasserentlastungen mit jeweils drei Toren, die sich auf der rechten Seite der Staumauer befinden. Über den Grundablass können maximal 400 m³/s abgeleitet werden, über die Hochwasserentlastung können durch unterirdische Stollen maximal 2760 m³/s abgeführt werden. Das Bemessungshochwasser liegt bei 3500 m³/s; die Wahrscheinlichkeit für das Auftreten dieses Ereignisses wurde mit einmal in 1000 Jahren bestimmt.

## Stausee
Beim normalen Stauziel von 338 m (maximal 339 m bei Hochwasser) erstreckt sich der Stausee über eine Fläche von rund 1,05 (bzw. 1,072) km² und fasst 379,01 Mio. m³ Wasser – davon können 347,91 (bzw. 270) Mio. m³ zur Stromerzeugung genutzt werden. Das minimale Stauziel, bei dem die Maschinen noch betrieben werden können, liegt bei 280 m. Mit den nutzbaren 347,9 Mio. m³ Wasser können 224,6 Mio. kWh erzeugt werden.

## Kraftwerk
Das Pumpspeicherkraftwerk Alto-Lindoso ist mit einer installierten Leistung von 630 MW eines der größten Wasserkraftwerke Portugals. Nach Angaben des Betreibers liegt die durchschnittliche Jahreserzeugung liegt bei 909,6 Mio. kWh.
Das Maschinenhaus befindet sich in einer Kaverne 350 m unter der Erde. Es ist mit der Schaltanlage durch einen Schacht (Durchmesser 6,80 m) verbunden. Die zwei Turbinen des Kraftwerks leisten jede maximal 315 MW und die zugehörigen Generatoren 350 MVA. Die Nenndrehzahl der Turbinen liegt bei 214/min. Die Generatoren haben eine Nennspannung von 18 kV. Die beiden Maschinen können innerhalb von 90 Sekunden ans Netz gehen. Das Kavernenkraftwerk ist durch einen 4,88 km langen Tunnel mit dem Stausee der Talsperre Touvedo verbunden, der als Unterbecken dient.
Die minimale Fallhöhe beträgt 227 m, die maximale 288 m. Der maximale Durchfluss liegt bei 125 m³/s.
In der Schaltanlage stehen sechs einphasige Leistungstransformatoren, die die Generatorspannung von 18 kV auf 400 kV hochtransformieren. Eine 400-kV-Leitung führt zum Umspannwerk in Riba de Ave, eine weitere nach Spanien.

## Umsiedelung

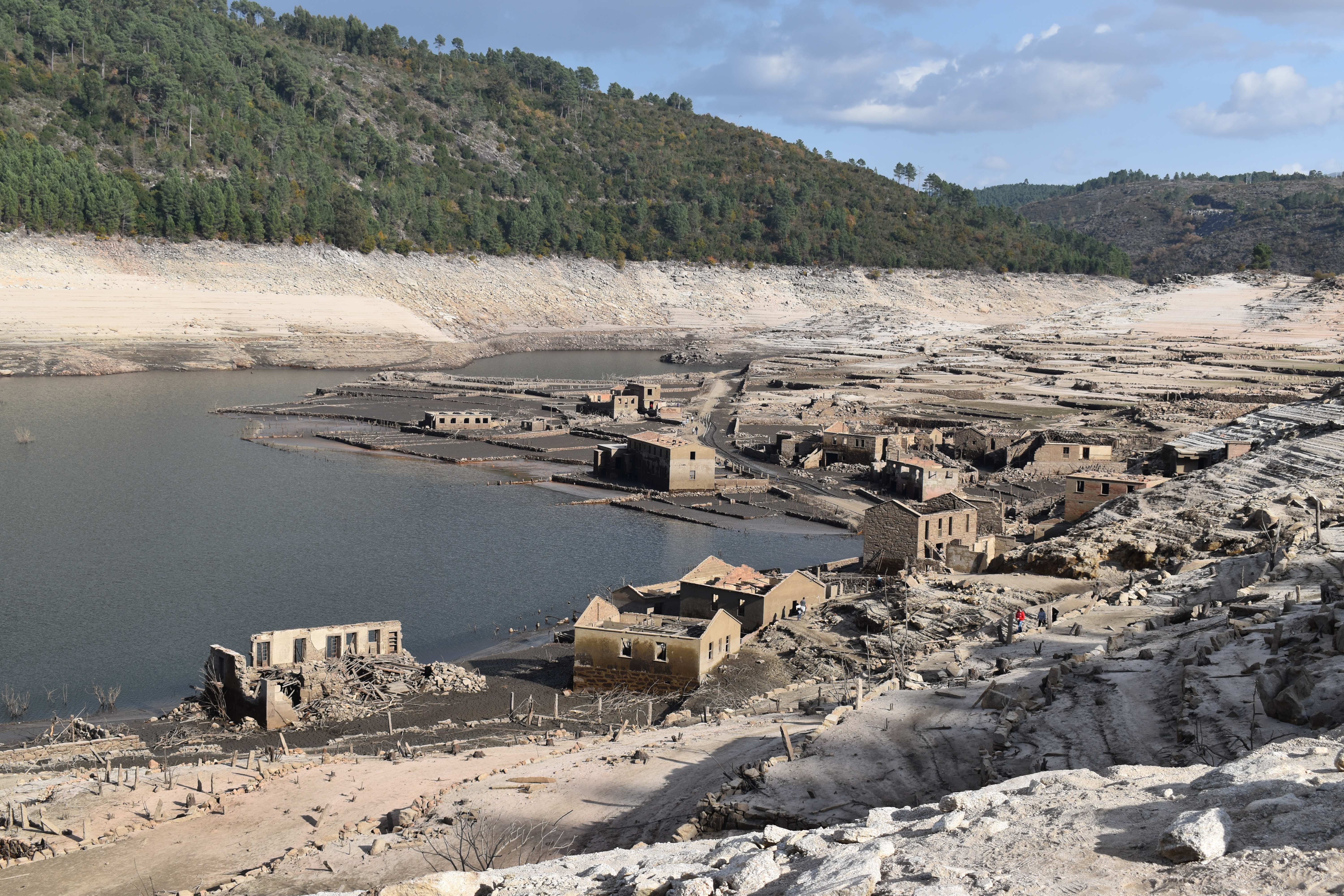
Das aufgetauchte Dorf Aceredo im Jahr 2022

Für die Anlage wurden die Bewohner der fünf galicischen Dörfer  Aceredo, A Reloeira, Buscalque, O Bao und Lantemil umgesiedelt. Aufgrund von anhaltender Trockenheit tauchte das Dorf Aceredo im Jahr 2022 nach dreißig Jahren erstmals wieder auf. Die 160 ehemaligen Einwohner mussten bei ihrer Umsiedelung etwa 70 Häusern hinterlassen, deren Dächer bereits vor 2022 bei lang anhaltender Trockenheit aufgetaucht waren. Nach einem besonders trockenen Winter tauchten die Ruinen des Dorfes im Februar 2022 fast vollständig auf und wurde sowohl von Touristen als auch von ehemaligen Bewohnern als Geisterdorf besucht.

## Probleme und Kritik
Im Februar 2022 enthielt der Stausee nach einem sehr trockenen Winter nur noch 15 Prozent des Soll-Wasservolumens. Neben dem Klimawandel und dem damit einhergehenden Ausbleiben von Niederschlägen könnte das Problem zum Teil durch die Art und Weise der Nutzung verschärft werden. Die Bürgermeisterin der Gemeinde sieht eine Mitverantwortung für die Entwicklung bei dem Betreiber Energias de Portugal, was das Unternehmen jedoch anders bewertete.